# Kanton Marcigny
Der Kanton Marcigny war bis 2015 ein französischer Wahlkreis im Arrondissement Charolles, im Département Saône-et-Loire und in der Region Burgund. Sein Hauptort war Marcigny. Vertreter im Generalrat des Départements war zuletzt von 1985 bis 2015, zuletzt wiedergewählt 2011, Jacques Rebillard (DVG). 
Der Kanton war 224,67 km² groß und hatte 6185 Einwohner (1999), was einer Bevölkerungsdichte von 28 Einwohnern pro km² entsprach. Er lag im Mittel 274 Meter über Normalnull, zwischen 233 Metern in Vindecy und 417 Metern in Saint-Martin-du-Lac.

## Gemeinden
Der Kanton bestand aus zwölf Gemeinden:
| Gemeinde            | Einwohner Jahr | Fläche km² | Bevölkerungsdichte | Code INSEE | Postleitzahl |
| ------------------- | -------------- | ---------- | ------------------ | ---------- | ------------ |
| Anzy-le-Duc         | 448 (2013)     | –          | – Einw./km²        | 71011      | 71110        |
| Artaix              | 339 (2013)     | –          | – Einw./km²        | 71012      | 71110        |
| Baugy               | 511 (2013)     | –          | – Einw./km²        | 71024      | 71110        |
| Bourg-le-Comte      | 194 (2013)     | –          | – Einw./km²        | 71048      | 71110        |
| Céron               | 281 (2013)     | –          | – Einw./km²        | 71071      | 71110        |
| Chambilly           | 502 (2013)     | –          | – Einw./km²        | 71077      | 71110        |
| Chenay-le-Châtel    | 404 (2013)     | –          | – Einw./km²        | 71123      | 71340        |
| Marcigny            | 1.841 (2013)   | –          | – Einw./km²        | 71275      | 71110        |
| Melay               | 975 (2013)     | –          | – Einw./km²        | 71291      | 71340        |
| Montceaux-l’Étoile  | 302 (2013)     | –          | – Einw./km²        | 71307      | 71110        |
| Saint-Martin-du-Lac | 250 (2013)     | –          | – Einw./km²        | 71453      | 71110        |
| Vindecy             | 252 (2013)     | –          | – Einw./km²        | 71581      | 71110        |

## Bevölkerungsentwicklung
| 1962 | 1968 | 1975 | 1982 | 1990 | 1999 | 2006 |
| ---- | ---- | ---- | ---- | ---- | ---- | ---- |
| 7378 | 7836 | 7454 | 7135 | 6556 | 6185 | 6358 |